# Servette Football Club Genève 1890 2009-2010
Questa voce raccoglie le informazioni riguardanti il Servette Football Club Genève 1890 nelle competizioni ufficiali della stagione 2009-2010.

## Stagione
Nella stagione 2009-2010 il Servette, allenato da William Niederhauser e João Alves, concluse il campionato di Challenge League al 4º posto. In Coppa Svizzera il Servette fu eliminato agli ottavi di finale dal San Gallo.

## Rosa
| N. |                           | Ruolo | Calciatore        |
| -- | ------------------------- | ----- | ----------------- |
| 1  | Svizzera (bandiera)       | P     | David Gonzalez    |
| 2  | Italia (bandiera)         | D     | Mickael Ratta     |
| 4  | Camerun (bandiera)        | D     | Boris Deugoué     |
| 5  | Svizzera (bandiera)       | C     | Lionel Pizzinat   |
| 6  | Svizzera (bandiera)       | C     | Tibert Pont       |
| 7  | Svizzera (bandiera)       | A     | Matias Vitkieviez |
| 8  | Costa d'Avorio (bandiera) | C     | Xavier Kouassi    |
| 9  | Portogallo (bandiera)     | A     | Tozé              |
| 10 | Francia (bandiera)        | C     | Geoffrey Tréand   |
| 11 | Germania (bandiera)       | C     | Paul Grischok     |
| 12 | Francia (bandiera)        | D     | Steve Celestini   |
| 14 | Brasile (bandiera)        | C     | Fellipe Bastos    |
| 15 | Portogallo (bandiera)     | A     | Thierry Moutinho  |
| 16 | Marocco (bandiera)        | C     | Samir Boughanem   |

| N. |                       | Ruolo | Calciatore         |
| -- | --------------------- | ----- | ------------------ |
| 17 | Svizzera (bandiera)   | A     | Julián Estéban     |
| 18 | Svizzera (bandiera)   | P     | Loic Novelle       |
| 19 | Svizzera (bandiera)   | D     | Christopher Mfuyi  |
| 21 | Angola (bandiera)     | D     | Genséric Kusunga   |
| 22 | Svizzera (bandiera)   | D     | Vincent Rüfli      |
| 23 | Brasile (bandiera)    | C     | Marcos de Azevedo  |
| 24 | Svizzera (bandiera)   | D     | François Moubandje |
| 25 | Svizzera (bandiera)   | D     | Jérôme Schneider   |
| 27 | Brasile (bandiera)    | A     | Eudis              |
| 28 | Francia (bandiera)    | C     | Anthony Braizat    |
| 29 | Svizzera (bandiera)   | P     | Christophe Guedes  |
| 30 | Portogallo (bandiera) | P     | Fabio Monteiro     |
|    | Svizzera (bandiera)   | D     | Grégory Duruz      |
|    | Svizzera (bandiera)   | D     | Steve Katana       |

## Organigramma societario
Area tecnica
- Allenatore: João Alves
- Allenatore in seconda: Carlos Alves
- Preparatore dei portieri:
- Preparatori atletici:

## Calciomercato

### Sessione estiva
| Acquisti | Acquisti          | Acquisti            | Acquisti |
| R.       | Nome              | da                  | Modalità |
| -------- | ----------------- | ------------------- | -------- |
| C        | Paul Grischok     | Bayer Leverkusen II |          |
| D        | Steve Celestini   | Chênois             |          |
| D        | Mehdi Challandes  | Yverdon             |          |
| A        | Julián Estéban    | Rennes              |          |
| D        | Steve Katana      | Étoile Carouge      |          |
| C        | Xavier Kouassi    | Séwé Sports         |          |
| C        | Marcos de Azevedo | La Chaux-de-Fonds   |          |
| D        | Christopher Mfuyi | Chênois             |          |
| A        | Thierry Moutinho  | Étoile Carouge      |          |
| A        | Tozé              | Lokomotiv Mezdra    |          |

| Cessioni | Cessioni         | Cessioni    | Cessioni |
| R.       | Nome             | a           | Modalità |
| -------- | ---------------- | ----------- | -------- |
| D        | Jonathan Guillou | Le Mont     |          |
| P        | David Marques    | Meyrin      |          |
| A        | Junior Moukoko   | FC Libourne |          |
| D        | N'Diasse N'Diaye | Le Mont     |          |
| A        | Murat Ural       | Gossau      |          |
| C        | Abdoul Yoda      | Sion        |          |

### Sessione invernale
| Acquisti | Acquisti           | Acquisti   | Acquisti |
| R.       | Nome               | da         | Modalità |
| -------- | ------------------ | ---------- | -------- |
| D        | François Moubandje | Meyrin     |          |
| C        | Fellipe Bastos     | Belenenses |          |

| Cessioni | Cessioni         | Cessioni       | Cessioni |
| R.       | Nome             | a              | Modalità |
| -------- | ---------------- | -------------- | -------- |
| D        | Mehdi Challandes | Stade Nyonnais |          |

## Risultati

### Challenge League

#### andata
| Arbitro: | Zimmermann |

|                    |           |             |
| Eudis 42’ Pont 57’ | Marcatori | 89’ Eggmann |

| Arbitro: | Speranda |

|           |           |             |
| Blumer 8’ | Marcatori | 68’ Kusunga |

| Arbitro: | Klossner |

|                        |           |           |
| Silvio 43’, 48’ (rig.) | Marcatori | 32’ Eudis |

| Arbitro: | Grossen |

|                                |           |                      |
| Tozé 28’, 83’ Eudis 64’ (rig.) | Marcatori | 3’ Zari 15’, 45’ Edo |

| Arbitro: | Graf |

|             |           |          |
| Deugoué 90’ | Marcatori | 68’ Noll |

| Arbitro: | Huwiler |

|                        |           |                     |
| Morello 73’ Mathys 90’ | Marcatori | 32’ Tozé 65’ Tréand |

| Arbitro: | Amhof |

|                           |           |  |
| Besseyre 5’ Malfleury 28’ | Marcatori |  |

| Arbitro: | Gut |

|                     |           |                        |
| Tozé 44’ Tréand 64’ | Marcatori | 31’ Maric 61’ Diethelm |

| Arbitro: | Jaccottet |

|                         |           |                             |
| de Azevedo 40’ Tozé 67’ | Marcatori | 60’, 71’ Senger 72’ Rossini |

| Arbitro: | Hänni |

|                        |           |                     |
| Katanha 41’ Kohler 58’ | Marcatori | 70’ Tozé 76’ Tréand |

| Arbitro: | Grossen |

|          |           |                    |
| Tozé 41’ | Marcatori | 40’, 64’ Karanović |

| Winterthur 1º novembre 2009, ore 14:30 CET 12ª giornata | Winterthur | 0 – 0 referto | Servette | Stadion Schützenwiese (3 300 spett.)\| Arbitro: \| Bieri \| |
| Arbitro:                                                | Bieri      |               |          |                                                             |

| Arbitro: | Winter |

|                 |           |          |
| Faye 36’ (rig.) | Marcatori | 6’ Eudis |

| Ginevra 29 novembre 2009, ore 16:00 CET 14ª giornata | Servette | 0 – 0 referto | Losanna | Stade de Genève (3 955 spett.)\| Arbitro: \| Speranda \| |
| Arbitro:                                             | Speranda |               |         |                                                          |

| Arbitro: | Amhof |

|                                                    |           |                      |
| Estéban 16’ (rig.) Eudis 40’ Deugoué 50’ Rüfli 67’ | Marcatori | 43’ Ebe 90’ Özcakmak |

#### ritorno
| Arbitro: | Zimmermann |

|                    |           |  |
| Thüring 23’ (rig.) | Marcatori |  |

| Arbitro: | Hänni |

|               |           |           |
| Eudis 6’, 42’ | Marcatori | 88’ Bieli |

| Arbitro: | Klossner |

|                              |           |  |
| Biscotte 12’ Senger 50’, 75’ | Marcatori |  |

| Arbitro: | Jaccottet |

|                                              |           |  |
| Pizzinat 17’ Eudis 32’ Tréand 71’ Bastos 86’ | Marcatori |  |

| Arbitro: | Hänni |

|                |           |                     |
| Proschwitz 10’ | Marcatori | 22’, 79’ de Azevedo |

| Arbitro: | Wermelinger |

|                |           |  |
| de Azevedo 87’ | Marcatori |  |

| Arbitro: | Grossen |

|                                   |           |              |
| Eudis 30’ de Azevedo 33’ Tozé 50’ | Marcatori | 10’ Besseyre |

| Arbitro: | Klossner |

|                |           |            |
| Marjanović 70’ | Marcatori | 49’ Tréand |

| Arbitro: | Graf |

|                       |           |  |
| Eudis 67’ Kusunga 90’ | Marcatori |  |

| Arbitro: | Jaccottet |

|                |           |                 |
| Sejmenović 33’ | Marcatori | 43’, 83’ Tréand |

| Arbitro: | Speranda |

|                       |           |          |
| Eudis 24’, 28’ (rig.) | Marcatori | 56’ Rama |

| Arbitro: | Hänni |

|           |           |                                |
| Madou 68’ | Marcatori | 25’ Tréand 40’ Eudis 73’ Mfuyi |

| Arbitro: | Bertolini |

|              |           |                    |
| Lattmann 65’ | Marcatori | 6’ Tozé 34’ Tréand |

| Arbitro: | Devouge |

|           |           |  |
| Eudis 53’ | Marcatori |  |

| Arbitro: | Studer |

|             |           |                             |
| Bentayeb 6’ | Marcatori | 58’ Grischok 71’ de Azevedo |

### Coppa Svizzera
| 19 settembre 2009, ore 17:00 CEST Primo turno | Chênois | 0 – 4 | Servette |  |

| 17 ottobre 2009, ore 19:00 CEST Secondo turno | Étoile Carouge | 0 – 3 | Servette |  |

| 21 novembre 2009, ore 19:30 CET Ottavi di finale | Servette | 1 – 2 | San Gallo |  |

## Statistiche

### Statistiche di squadra
| Competizione     | Punti | In casa | In casa | In casa | In casa | In casa | In casa | In trasferta | In trasferta | In trasferta | In trasferta | In trasferta | In trasferta | Totale | Totale | Totale | Totale | Totale | Totale | DR  |
| Competizione     | Punti | G       | V       | N       | P       | Gf      | Gs      | G            | V            | N            | P            | Gf           | Gs           | G      | V      | N      | P      | Gf     | Gs     | DR  |
| ---------------- | ----- | ------- | ------- | ------- | ------- | ------- | ------- | ------------ | ------------ | ------------ | ------------ | ------------ | ------------ | ------ | ------ | ------ | ------ | ------ | ------ | --- |
| Challenge League | 52    | 15      | 9       | 4       | 2       | 30      | 17      | 15           | 5            | 6            | 4            | 19           | 20           | 30     | 14     | 10     | 6      | 49     | 37     | +12 |
| Coppa Svizzera   | -     | 1       | 0       | 0       | 1       | 1       | 2       | 2            | 2            | 0            | 0            | 7            | 0            | 3      | 2      | 0      | 1      | 8      | 2      | +6  |
| Totale           | 52    | 16      | 9       | 4       | 3       | 31      | 19      | 17           | 7            | 6            | 4            | 26           | 20           | 33     | 16     | 10     | 7      | 57     | 39     | +18 |

### Andamento in campionato
| Giornata  | 1 | 2 | 3  | 4 | 5 | 6 | 7  | 8  | 9  | 10 | 11 | 12 | 13 | 14 | 15 | 16 | 17 | 18 | 19 | 20 | 21 | 22 | 23 | 24 | 25 | 26 | 27 | 28 | 29 | 30 |
| --------- | - | - | -- | - | - | - | -- | -- | -- | -- | -- | -- | -- | -- | -- | -- | -- | -- | -- | -- | -- | -- | -- | -- | -- | -- | -- | -- | -- | -- |
| Luogo     | C | T | T  | C | C | T | T  | C  | C  | T  | C  | T  | T  | C  | C  | T  | C  | T  | C  | T  | C  | C  | T  | C  | T  | C  | T  | T  | C  | T  |
| Risultato | V | N | P  | N | N | N | P  | N  | P  | N  | P  | N  | N  | N  | V  | P  | V  | P  | V  | V  | V  | V  | N  | V  | V  | V  | V  | V  | V  | V  |
| Posizione | 4 | 3 | 11 | 9 | 9 | 9 | 11 | 12 | 13 | 13 | 14 | 14 | 13 | 13 | 13 | 13 | 12 | 13 | 13 | 10 | 9  | 7  | 7  | 7  | 4  | 4  | 4  | 4  | 4  | 4  |

Legenda:

Luogo: C = Casa; T = Trasferta. Risultato: V = Vittoria; N = Pareggio; P = Sconfitta.

### Statistiche dei giocatori
| F. Bastos     | 5  | 1  | 0 | 0 |
| S. Boughanem  | 0  | 0  | 0 | 0 |
| A. Braizat    | 16 | 0  | 5 | 0 |
| S. Celestini  | 18 | 0  | 1 | 1 |
| M. Challandes | 9  | 0  | 1 | 0 |
| M. de Azevedo | 22 | 6  | 5 | 1 |
| B. Deugoué    | 18 | 2  | 1 | 0 |
| G. Duruz      | 0  | 0  | 0 | 0 |
| J. Esteban    | 14 | 1  | 3 | 0 |
| E. Eudis      | 27 | 14 | 8 | 0 |
| D. Gonzalez   | 29 | 0  | 0 | 1 |
| P. Grischok   | 11 | 1  | 2 | 0 |
| C. Guedes     | 0  | 0  | 0 | 0 |
| S. Katana     | 0  | 0  | 0 | 0 |
| X. Kouassi    | 17 | 0  | 1 | 0 |
| G. Kusunga    | 22 | 2  | 5 | 1 |
| C. Mfuyi      | 18 | 1  | 1 | 0 |
| F. Monteiro   | 1  | 0  | 0 | 0 |
| F. Moubandje  | 5  | 0  | 1 | 0 |
| M. Moutinho   | 3  | 0  | 0 | 0 |
| L. Novelle    | 2  | 0  | 0 | 0 |
| L. Pizzinat   | 27 | 1  | 9 | 0 |
| T. Pont       | 27 | 1  | 3 | 0 |
| M. Ratta      | 7  | 0  | 0 | 0 |
| V. Rüfli      | 20 | 1  | 3 | 1 |
| J. Schneider  | 25 | 0  | 2 | 0 |
| T. Tozé       | 26 | 9  | 3 | 0 |
| G. Tréand     | 30 | 9  | 3 | 0 |
| M. Vitkieviez | 16 | 0  | 4 | 0 |